# Cataricahua
Cataricahua (auch: Catari Khaua) ist eine Ortschaft im Departamento Oruro im südamerikanischen Andenstaat Bolivien.

## Lage im Nahraum
Cataricahua liegt in der Provinz Pantaleón Dalence und ist der drittgrößte Ort im Cantón Huanuni im Municipio Huanuni und liegt auf einer Höhe von 4271 m an einem nach Süden gerichteten Zufluss zum Río Huanuni.

## Geographie
Cataricahua liegt auf dem bolivianischen Altiplano am Westrand der Cordillera Azanaques, einem Teilabschnitt der Cordillera Central. Die Region weist ein ausgeprägtes Tageszeitenklima auf, die durchschnittliche Temperaturschwankung im Tagesverlauf fällt deutlicher aus als im Verlauf der Jahreszeiten.
Die Jahresdurchschnittstemperatur der Region liegt bei knapp 9 °C, die Monatswerte schwanken zwischen 4 °C im Juni/Juli und 11 °C von November bis März (siehe Klimadiagramm Huanuni). Der Jahresniederschlag beträgt nur niedrige 350 mm, von April bis Oktober herrscht eine ausgeprägte Trockenzeit mit Monatswerten von unter 10 mm, nur von Dezember bis März fallen nennenswerte Monatsniederschläge zwischen 55 und 85 mm.

## Verkehrsnetz
Cataricahua liegt in einer Entfernung von 53 Straßenkilometern südöstlich von Oruro, der Hauptstadt des gleichnamigen Departamentos.
Von Oruro führt die Nationalstraße Ruta 1 in südlicher Richtung 30 Kilometer nach Machacamarca. Dort zweigt die Ruta 6 in südöstlicher Richtung ab und überquert nach weiteren 19 Kilometern vor dem nördlichen Ortseingang von Huanuni den Río Huanuni. Vor der Überquerung der Brücke verlässt man die Ruta 6 und bleibt auf der rechten, nördlichen Seite des Flusses. Nach 300 Metern zweigt eine Nebenstraße nach links ab und erklimmt in zahlreichen Serpentinen den Südhang des Cerro Posokoni bis in das sieben Kilometer entfernte Cataricahua.

## Wirtschaft
Am und um den Cerro Posokoni liegt die größte Zinnmine Südamerikas, in der 5 Prozent des weltweit geförderten Zinns abgebaut wurden, monatlich 400–500 Tonnen. Nach dem Zusammenbruch des internationalen Zinnmarktes in den 1980er Jahren war die staatliche Bergbaugesellschaft COMIBOL (Corporación Minera de Bolivia) gezwungen, landesweit zahlreiche Minen zu schließen und 30.000 Bergarbeiter zu entlassen, darunter auch im Raum Huanuni. Die bolivianische Regierung vergab später die Schürfrechte in Huanuni an das britische Unternehmen Allied Deals (später: RBG Resources), das im Jahr 2005 in Konkurs ging. Danach fiel die Mine auf Grund der geltenden Gesetzgebung wieder an den bolivianischen Staat zurück.
In den zwei Jahrzehnten vor 2005 hatten sich die Minero-Kooperativen jedoch in die Aktien der britischen Eigner eingekauft, möglicherweise um die Huanuni-Mine für umgerechnet anderthalb Millionen US-Dollar privatwirtschaftlich zu übernehmen. Die bolivianische Regierung unter Evo Morales hielt diese Aktienpakete jedoch für illegal, da schon die Privatisierung der Mine unter dem Diktator Hugo Banzer und seinem gewählten Nachfolger Jorge Quiroga Ramírez nicht verfassungsgemäß gewesen sei. Im Oktober 2006 entlud sich der Konflikt zwischen den Kleinaktienbesitzern und den staatlich angestellten Minenarbeitern in einem bewaffneten Konflikt mit mehr als zehn Todesopfern. Als Folge der Auseinandersetzung entließ Staatschef Evo Morales den Bergbauminister seiner Regierung, Walter Villaroel, ebenso wie den Leiter des staatlichen Minenunternehmens COMIBOL.

## Bevölkerung
Die Einwohnerzahl der Ortschaft ist in dem Jahrzehnt zwischen den beiden letzten Volkszählungen leicht angestiegen:
| Jahr | Einwohner         | Quelle       |
| ---- | ----------------- | ------------ |
| 1992 | keine Detaildaten | Volkszählung |
| 2001 | 159               | Volkszählung |
| 2012 | 175               | Volkszählung |
| 2024 |                   | Volkszählung |

Die Region ist gekennzeichnet durch einen hohen Anteil indigener Bevölkerung, in der Provinz Pantaleón Dalence sprechen 69,8 Prozent der Einwohner Quechua.